# Régiments d'infanterie français d'Ancien Régime (Z)
Cet article présente la liste des régiments d'infanterie français d'Ancien Régime, commençant par la lettre Z.

## Z
- Régiment de Ziegler 

Ce régiment suisse est levé le 8 juillet 1635 par N. Ziegler, de Schaffhausen. Il sert en Picardie et est licencié en 1637.
- Régiment de Zillard

Ce régiment est levé le 17 février 1636 par N. de Zillard dans le cadre de la guerre de Dix Ans et de la guerre de Trente Ans. Il participe au siège de Dôle en 1636, au siège de Landrecies en 1637, au siège de Saint-Omer en 1638, au siège d'Hesdin en 1639, au siège d'Arras en 1640, au siège d'Aire en 1641, à la bataille de Rocroi et à la prise de Thionville en 1643, au siège de Gravelines en 1644, au siège de Cassel en 1645 et au siège de Courtrai en 1646. Il prend le nom de régiment de Ravenel après avoir été donné le 2 janvier 1647 à Jacques de La Rivière de Ravenel.
- Régiment de Zurlauben (1623-1637) 

Ce régiment suisse, qui est levé en octobre 1623, est l'ancien régiment de Schawenstein (1622-1625) qui, passé en 1625 sous le commandement d'Antoine de Molina prend le nom de régiment de Molina. Congédié en mai 1626, il est rappelé le 8 juillet 1635 et sert en Valteline. Il est congédié en 1637.
- Régiment de Zurlauben (1675-1678) 

Ce régiment allemand est levé en 1675, par Béat Jacques de La Tour-Châtillon, comte de Zurlauben. Affecté à l'armée de Catalogne, il est licencié en 1678.
- Régiment de Zurlauben (1685-1704) 

C'est l'ancien régiment Lallement, qui est renommé « régiment de Zurlauben » le 14 avril 1685 après avoir été donné à Béat-Jacques de La Tour-Châtillon, comte de Zurlauben. Durant la guerre de la Ligue d'Augsbourg, il est affecté à l'armée de Catalogne en 1689 et participe à l'expédition d'Irlande en 1690 et il est presque détruit à la bataille de la Boyne. Revenu en France, deux compagnies du régiment forment le noyau du régiment de Yoel, le reste du régiment passe à l'armée de Flandre. Il se trouve au siège de Mons en 1691, au siège de Namur et à la bataille de Steinkerque en 1692, à la bataille de Neerwinden et au siège de Charleroi en 1693. Il est affecté à l'armée de Flandre en 1694 et 1695, à l'armée de la Meuse en 1696 et 1697. Engagé dans la guerre de Succession d'Espagne, il rejoint l'armée d'Italie avec laquelle il se trouve au combat de Chiari en 1701 puis il est mis en garnison à Mantoue en 1702 puis il rejoint l'armée du Rhin, et participe aux prises de Brisach et de Landau, et à la bataille du Speyerbach en 1703 puis il passe à l'armée de Bavière en 1704 et assiste à la bataille de Höchstädt, où le régiment est anéanti et le colonel mortellement blessé. Le régiment est licencié le 21 septembre 1704.
- Régiment de Zurmatten 

Ce régiment suisse est amené en mars 1574 par Ours Zurmatten de Soleure, dans le cadre de la cinquième guerre de Religion. Il sert en Dauphiné, participe au siège de Livron. Le régiment presque détruit par Lesdiguières et Montbrun près de Die, 12 et 13 juin 1575, reçoit les débris du régiment de Tanner (1574-1575). Il est licencié à Lyon en octobre 1575.